# تنة ورنة
تنة ورنة (أيضاً تعرف باسم تنة أو أنسة رنة) هي إحدى الشخصيات الرئيسية لفيلم ديزني الكلاسيكي المرسوم بيتر بان من عام 1953. وهي جنية مشاكسة ورفيقة بيتر بان الوقحة.
في سنوات عديدة منذ بدايتها، أصبحت تنة ورنة إحدى الشخصيات الرئيسية المتحدثة باسم شركة والت ديزني بمثابة شعار لها (مع ميكي ماوسوجيميني جدجد ليل) وإحدى أشهر شخصياتها الأيقونية (اشتهرت بطيرانها نحو الشاشة ممسكةً بعصا سحرية في يدها، حيث تلوح وتنثر تراب الأساطير ليتطاير في إتجاه الشاشة).
منذ إصدار فيلم بيتر بان الأصلي عام ١٩٥٣، إشتهرت تنة ورنة بكونها شخصية صامتة في كل الأفلام التي ظهرت بها، إلى أن تم إصدار فيلمها ثلاثي الأبعاد المُتحرك بواسطة الكمبيوتر تنة ورنة في عام 2008، وكل أجزائه العديدة الأخرى التي أُصدرت بعده.

## شخصيتها
على الرغم من مظهرها اللطيف، تنة ورنة مستقلة جداً، مزاجية، وقحة، عنيدة وعصبية. عندما تقابل وندي أو أي بشرية أخرى، تظهر تنة على الفور إنزعاجها وإشمئزازها، والسبب الرئيسي لذلك هو الغيرة. وهذا يدفع تنة أن تقوم بتصرفات أنانية، وقد تصل أحياناً لتصرفات قاتلة، وذلك يزعج بيتر. ومع ذلك، وعلى الرغم من قساوتها الداخلية، تنة ورنة مكرسة ومخلصة من أعماقها لأولئك الذين تحبهم، وقد يتغير شعورها تجاه الأشخاص حتى ولو لم تكن تحبهم في البداية، ولكن يجب أن يثبتوا أنهم يستحقوا الصداقة والمعاملة اللطيفة. ويمكن رؤية هذا على الأخص من خلال علاقتها مع وندي دارلنج في الفيلم الأصلي.
وقد افترض بعض المعجبين أن تنة ورنة تحب بيتر حب رومانسي ومعجبة به. ومع ذلك، فإن هذه النظرية قد تم نفيها عدة مرات من قبل مارجريت كيري، التي قالت: «تنة ورنة لم تقع أبداً في حب بيتر بان، لكن كانت نوعاً ما رفيقته، حين يذهب بيتر لمغامراته يصطحبها معه، وما كانت قلقة بشأنه حقاً مع وندي كان ربما أنه لن يأخذها معه في مغامراته بعد الآن، وانه سيصطحب تلك الفتاة الكبيرة القبيحة! وهذا ما كانت تغار بسببه»
لكونها جنية، يمكن لتنة أن تطير وتصدر تراب الأساطير، الذي يمكن المخلوقات الأخرى على الطيران (بما في ذلك أخطبوط كبير في العودة إلى أرض الأحلام). توصف تنة بأنها جنية من التنات، أي يمكنها إصلاح الأواني والغلايات وقبعات البلوط وصنع أشياء عديدة، وهي متمكنة وماهرة وموهوبة للغاية فيما تفعل.

## المظهر الخارجي
توصف تنة ورنة بأنها جنية صغيرة الحجم، نحيفة، جسمها بشكل الساعة الرملية، بحجم اليد وببشرة فاتحة. وعندما تغضب، يتحول جسمها بالكامل إلى اللون الأحمر الناري. لديها عيون زرقاء كالأطفال، وشعر أشقر بطول الكتف تقوم بلفه في كعكة فوق رأسها (تربطه بشريط أزرق في الأفلام، ولكن لسبب ما في منتزهات ديزني تظهر بشريط ذهبي أو بدون شريط) مع ترك بعض الشعر غير مربوط فوق جبهتها، وحواجب بنية فاتحة، وآذان مدببة تشبه آذان الأقزام.
عادةً ما ترى وهي ترتدي فستاناً أخضر بدون حمالات بتنورة قصيرة متصلة به. على قدميها، ترتدي حذاء أخضر اللون بكرة فروية بيضاء فوق منطقة أصابع القدم. لديها أيضاً أجنحة شفافة تشبه أجنحة الفراشات على ظهرها. في سلسلة جنيات ديزني، شوهدت في بعض الأحيان وهي ترتدي مجموعة متنوعة من الملابس تصميمها مبني على ردائها الأصلي.